# Hypaniola kowalewskii
Hypaniola kowalewskii este un viermi inelat din clasa polichetelor.
Specie este cultivată în bazine speciale în scopul obținerii unei baze trofice pentru peștii de valoare economică (sturionii, crapul, guvizii etc.) ce se hrănesc cu animale bentonice.